# 都祁山口神社 (奈良市)

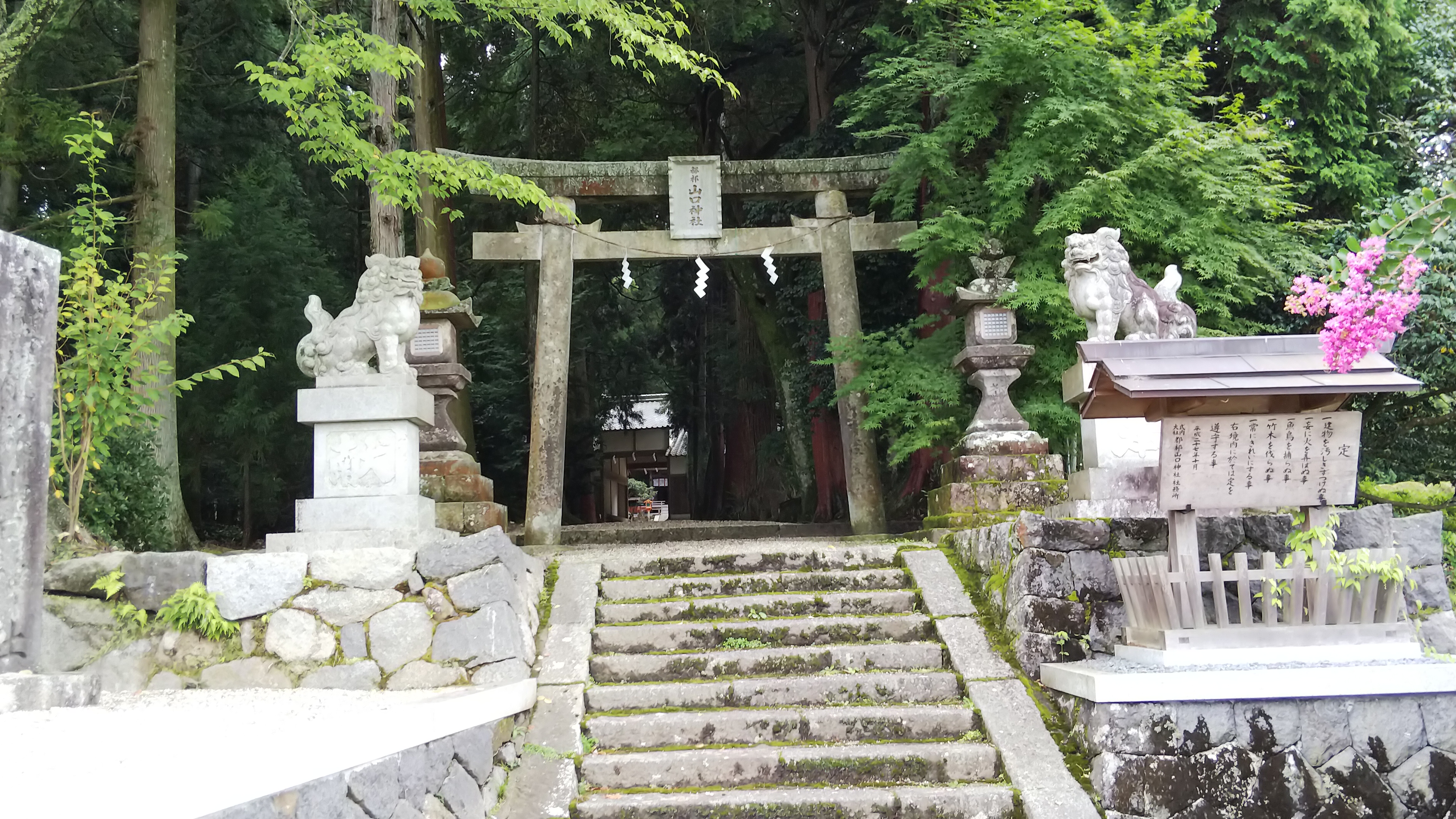
鳥居

都祁山口神社（つげやまぐちじんじゃ）は、奈良県奈良市都祁小山戸町にある神社。式内大社論社で、旧社格は村社。大和国十四所山口神の一座。

## 祭神
大山祇神を主祭神とし、大国主命（国津神社祭神）を合祀する。

## 歴史

### 創建
創建年代は不詳だが、神武天皇の皇子神八井耳命の御孫である都祁直が闘鶏国造となり、小山戸に居住し氏神を祀ったのを起源とする。元々は都祁水分神社と隣接して建っていたとされ、神社の背後の山上字御社尾に巨石があり、元慶3年（879年）に水分神が白龍となって降臨した場所と伝える。都祁水分神社は天禄3年（972年）9月25日に現社地（都祁友田町）へ遷座し、以後はその仮宮として関係を保った。在地氏族である都祁氏の衰退により社勢も衰微したが、都祁水分神社の仮宮として伝統を保っていた。

### 概史
延喜式には大社に列し、月次、新嘗の官幣に預かっている。江戸時代には小山戸明神と称しており、近代社格制度では村社に列格した。
明治41年（1908年）には、大字相河の丸山に祀られていた国津神社を合祀した。

### 神階
- 天安3年（859年）1月27日、正五位下 （『日本三代実録』）- 表記は「都祁山口神」

## 境内

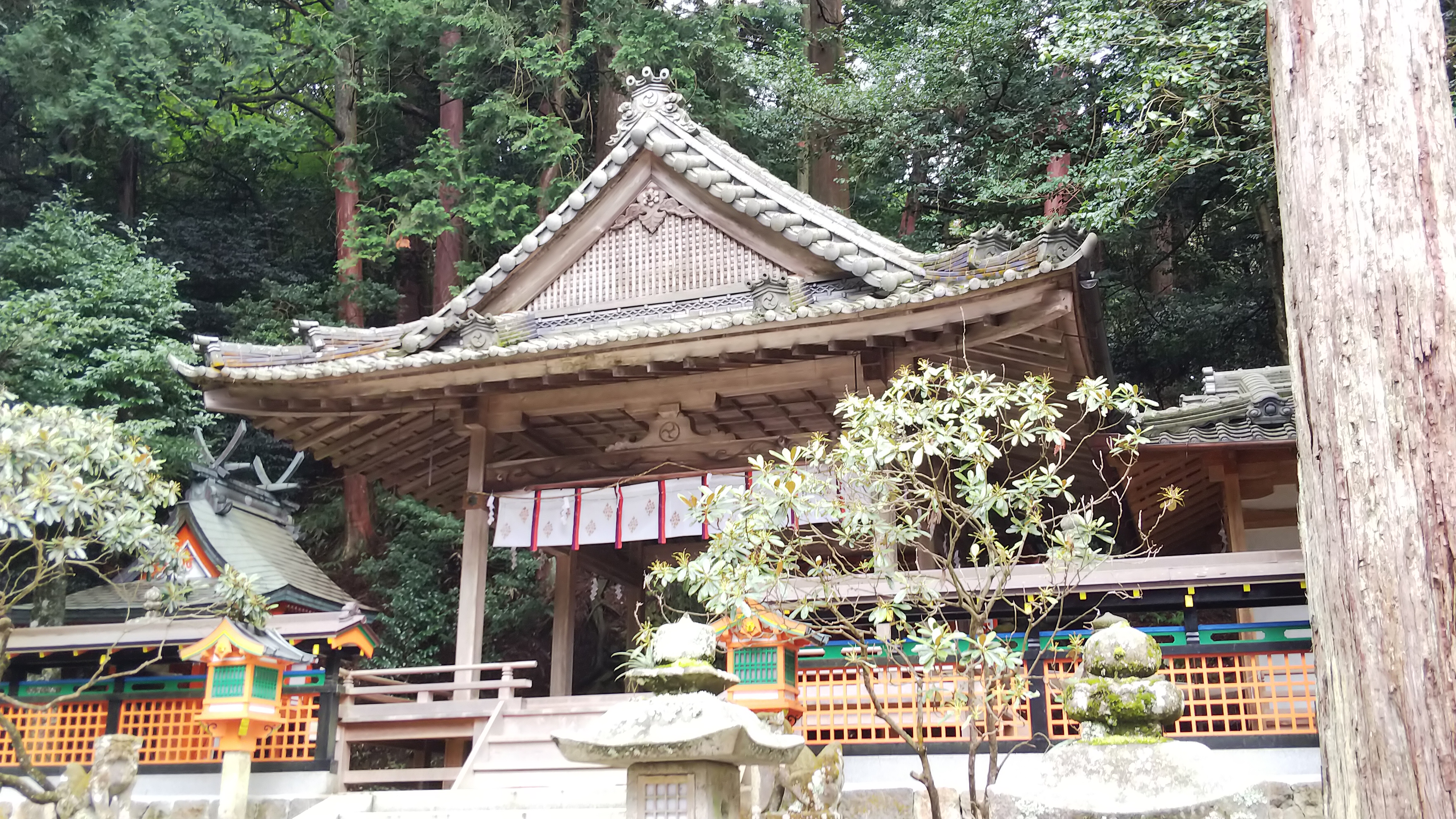
拝殿
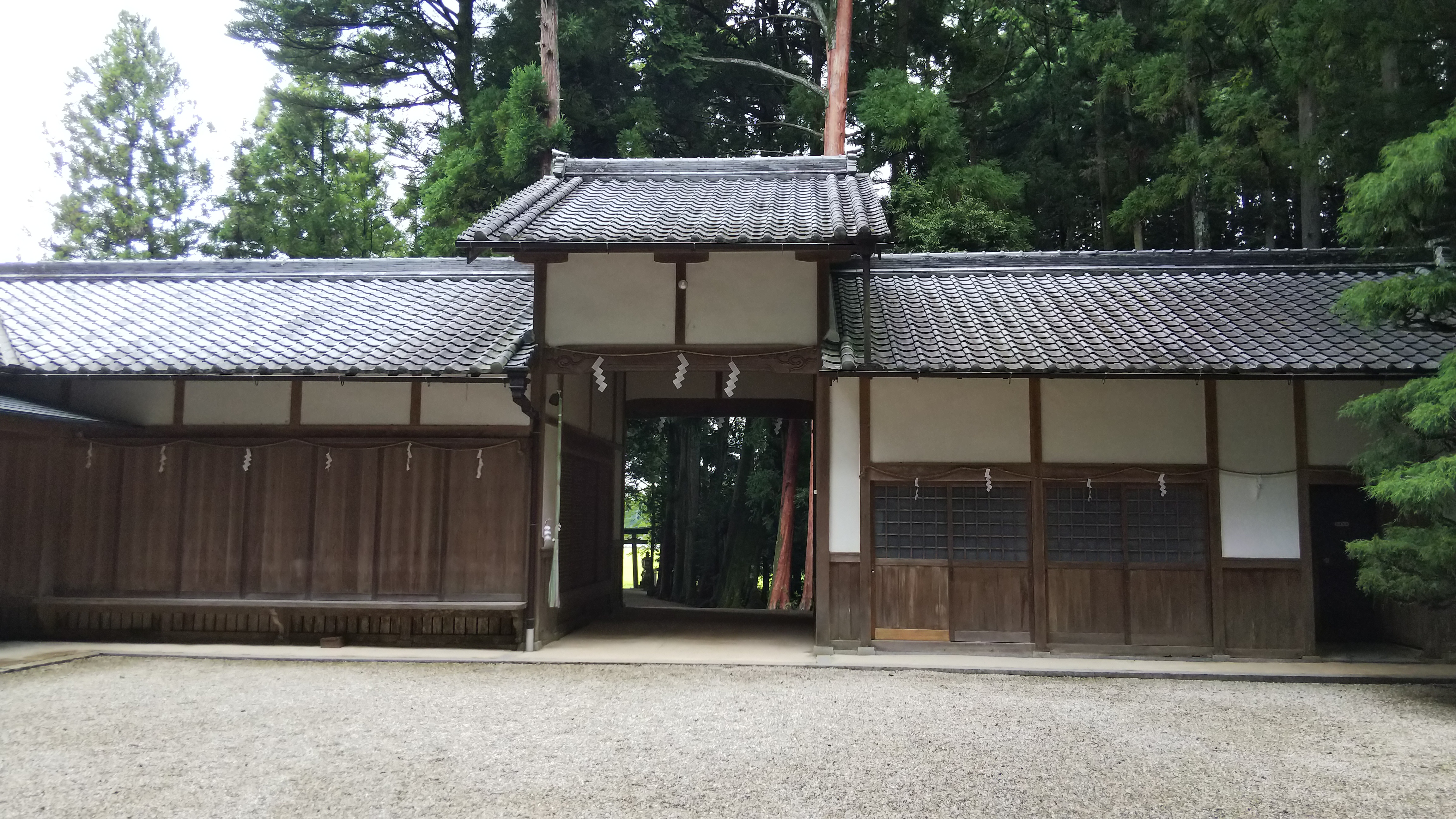
山門
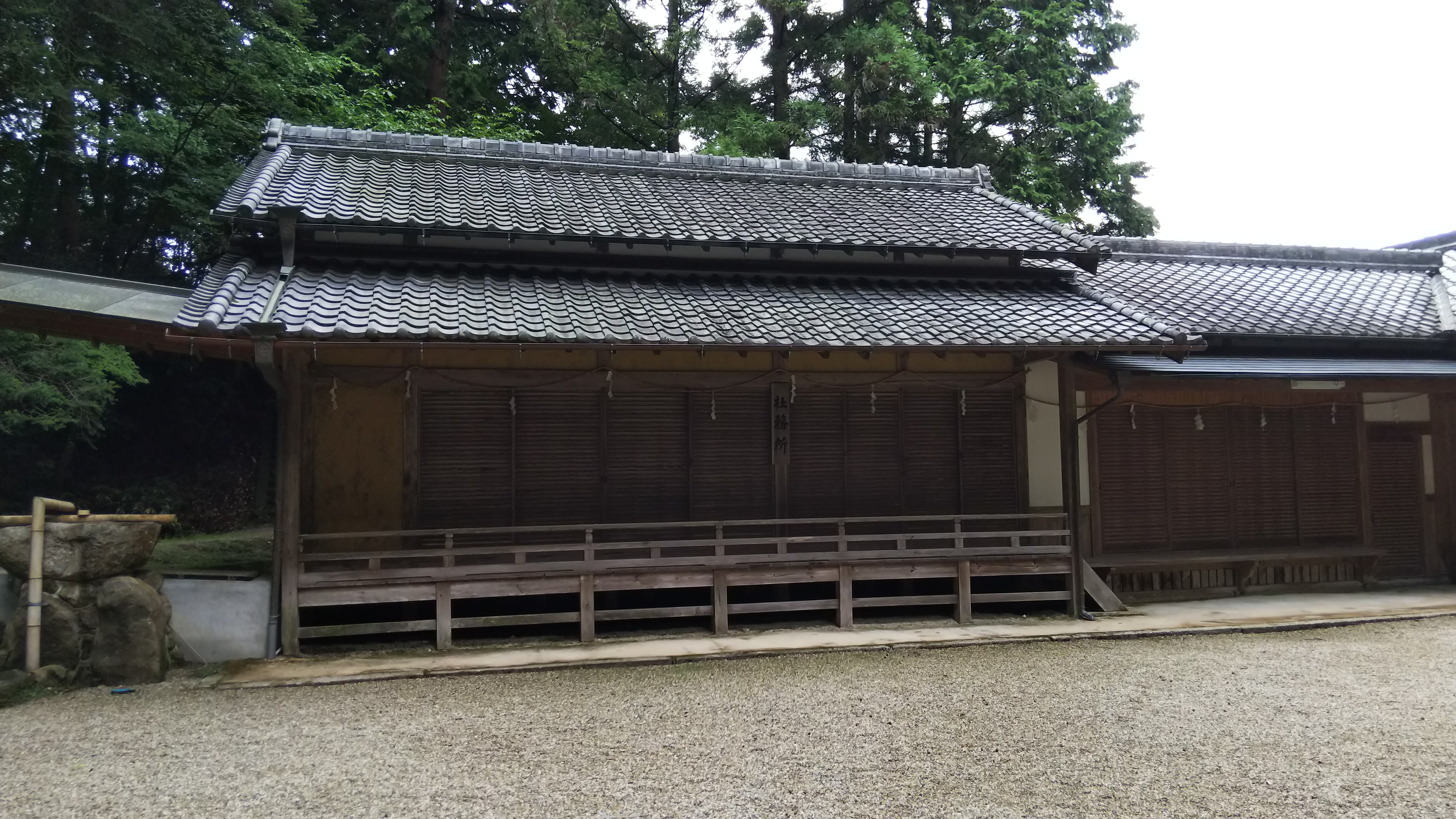
社務所
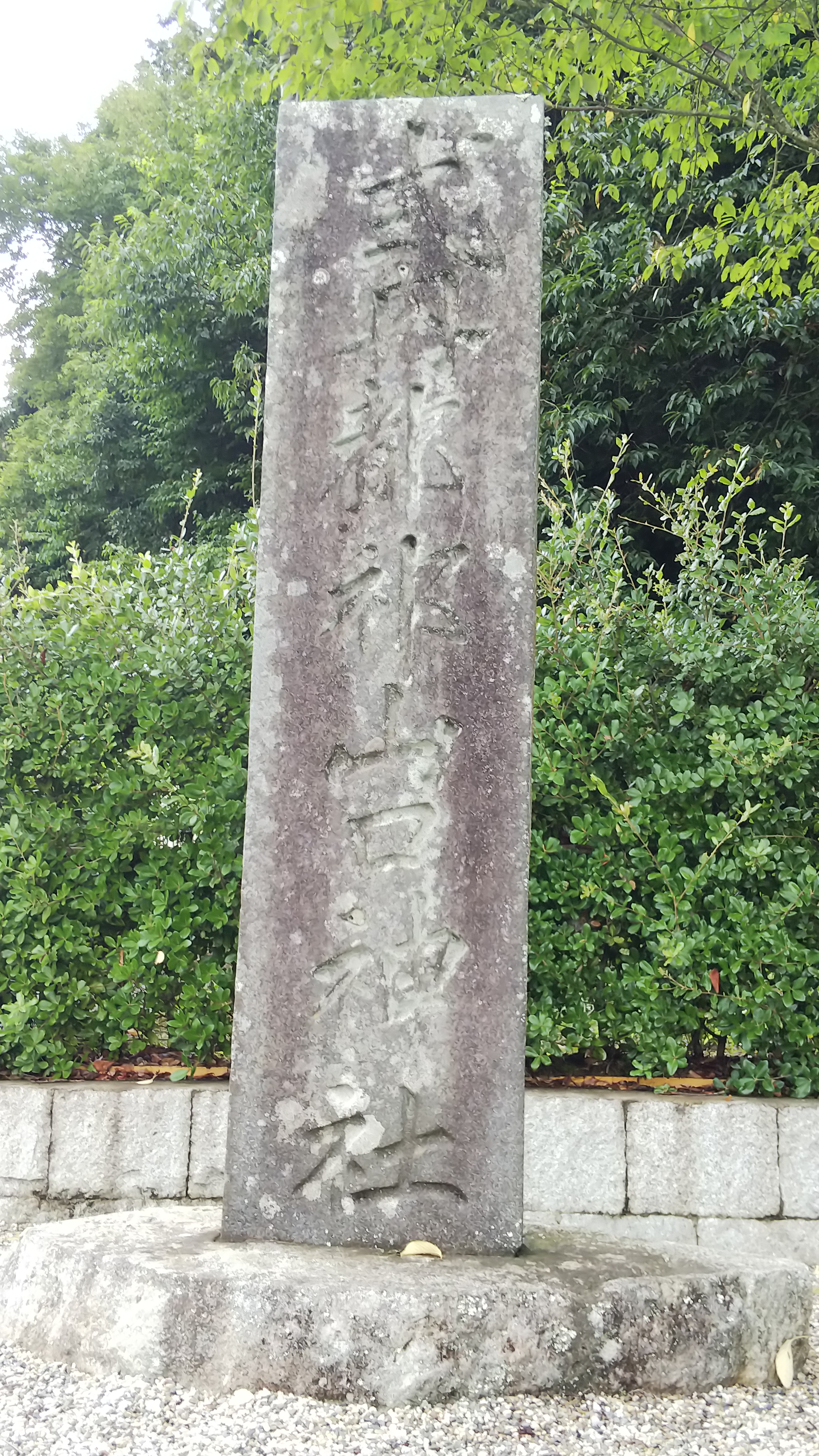
標石